# Big White Mountain
Big White Mountain är ett berg i Kanada.   Det ligger i provinsen British Columbia, i den södra delen av landet, 3 200 km väster om huvudstaden Ottawa. Toppen på Big White Mountain är 2 315 meter över havet.
Terrängen runt Big White Mountain är huvudsakligen kuperad. Big White Mountain är den högsta punkten i trakten. Trakten runt Big White Mountain är nära nog obefolkad, med mindre än två invånare per kvadratkilometer.. 
I omgivningarna runt Big White Mountain växer i huvudsak barrskog.